# 3月21日
3月21日是阳历一年中的第80天（闰年是第81天），离全年的结束还有285天，本日也為北半球的春季和南半球的秋季的開始。

## 大事记

### 19世紀以前
- 617年：瓦岗军击败隋朝军队，占领兴洛仓，开仓放粮。
- 630年：東羅馬帝國皇帝希拉克略自波斯取回聖物真十字架，並重新安置在耶路撒冷。
- 1556年：英格兰女王玛丽一世将圣公宗主教长汤玛斯·克兰默革职，并在牛津处以火刑。

### 19世紀
- 1804年：法兰西共和国第一执政拿破仑·波拿巴公布第一部民法典《法国民法典》。
- 1831年：意大利统一：奥地利派军进入意大利。
- 1871年：在德意志帝國宣布成立後，北日耳曼邦聯首相奧托·馮·俾斯麥成為首任帝國首相。

### 20世紀
- 1918年：第一次世界大戰：德意志帝國將領埃里希·魯登道夫率德意志帝國陸軍自興登堡防線向道格拉斯·黑格及費迪南·福煦所率領之大英帝國－法蘭西共和國聯軍發動米夏耶爾作戰，象徵著春季攻勢的展開。
- 1919年：库恩·贝拉控制匈牙利。
- 1921年：蘇聯开始实行新经济政策，以实物税的形式代替先前战时共产主义时期的余粮收集政策。
- 1922年：亞塞拜然被蘇聯併吞。
- 1923年：近鐵橿原線全線正式通車。
- 1927年：周恩来、罗亦农、赵世炎等领导上海工人举行总罢工，配合国民革命军占领上海。
- 1945年：第二次世界大战：英国军队解放缅甸城市曼德勒。
- 1945年：第二次世界大战：迦太基行動:英國皇家空軍空襲於哥本哈根的盖世太保總部。
- 1960年：南非沙佩維爾慘案，造成69人死亡，240多人受傷。
- 1963年：位在美國西部加利福尼亞州舊金山灣內的著名監獄「惡魔島聯邦監獄」正式關閉。
- 1968年：埃以消耗戰爭：以色列國防軍與巴勒斯坦解放組織和約旦武裝部隊的盟軍之間發生卡拉梅之戰。
- 1971年：越南自老挝撤军。
- 1976年：联合国第三十一届大会通过决议规定，将南非人民反对种族歧视的斗争日“3月21日”， 定为“消除种族歧视国际日”[1]。
- 1980年：为抗议苏联入侵阿富汗，美国总统卡特宣布美國将抵制1980年莫斯科奥运会。
- 1981年：香港尖沙咀警員被槍殺案[2]。
- 1984年：在中華民國第七屆總統選舉中，蒋经国、李登辉分別當選中华民国正副总统。
- 1986年：中国宣布暂停大气层核试验。
- 1990年：西南非正式脱离南非统治而独立为纳米比亚，萨姆·努乔马成为首任总统。
- 1994年：《聯合國氣候變化綱要公約》生效。

### 21世紀
- 2002年：美國駐秘魯大使館附近發生爆炸。
- 2004年：國親聯盟支持者因不滿選舉結果，邱毅開選舉車衝撞高雄地檢署[3]，因此得名衝車大將軍。
- 2005年：美國明尼蘇達州紅湖高中发生校园枪击案，枪手在杀死九人后自杀身亡。
- 2006年：Twitter上线，并发出了第一条推文。
- 2007年：以色列特別委員會決議將2006年黎巴嫩真主黨所屬軍隊和以色列國防軍之間的衝突命名為第二次黎巴嫩戰爭。[4]
- 2013年：歐洲太空總署發佈普朗克衛星的首幅宇宙微波背景輻射圖，表示宇宙年齡比預想的更老，約為138億年。[5]
- 2016年：國際刑事法院裁定剛果民主共和國前副總統讓-皮埃爾·本巴於2002年10月至2003年3月間在中非共和國犯下的兩項危害人類罪和三項戰爭罪成立[6]。
- 2018年：非洲44國在盧安達共和國首都吉佳利簽署《非洲大陸自由貿易協定》，承諾降低各國關稅與貿易壁壘，期促成區域單一市場。
- 2018年：奧斯汀連環爆炸案：主嫌馬克·安東尼·康迪特在與警方的對峙中，引爆車內爆炸裝置自殺身亡，並造成一名警官負傷。
- 2018年：伊拉克共和國北部城市摩蘇爾一艘超載為慶祝庫德新年（英语：Newroz as celebrated by Kurds）旅客的客運船於底格里斯河翻覆並沉沒，共造成103人罹難。
- 2019年：基督城清真寺槍擊案：紐西蘭總理傑辛達·阿德恩宣布禁止所有軍規半自動槍械（英语：Military-style semi-automatic firearms）、突擊步槍和大容量彈匣（英语：High-capacity magazine），並對上繳槍支者進行大赦。[7]
- 2019年：中國江蘇鹽城響水縣化工廠發生爆炸導致至少47人死亡，90人重傷，600餘人輕傷。[8]
- 2022年：美國總統喬·拜登政府正式認定緬甸陸軍對羅興亞人的軍事行動屬種族滅絕。[9]
- 2022年：中国东方航空5735号班机在广西壮族自治区梧州市藤县坠毁，机上132人全部遇难，成为中国死亡人数第三高的空难事故，打破中国民航业自2010年伊春空难以来持续12年的安全飞行纪录。

## 出生
- 927年：宋太祖赵匡胤，北宋开国皇帝（976年逝世）
- 1227年：安茹的查理，那不勒斯國王（1285年逝世）
- 1521年：萨克森的莫里茨，萨克森公爵（1553年逝世）
- 1713年：弗朗西斯·刘易斯，美国商人及政客（1803年逝世）
- 1768年：约瑟夫·傅里叶，法國数学家、物理学家（1830年逝世）
- 1787年：耆英，清朝宗室、官員、外交官（1858年逝世）
- 1797年：約翰·安德烈亞斯·瓦格納，德國古生物學家、動物學家、考古學家（1861年逝世）
- 1801年：瑪麗亞·特蕾莎，奥地利帝国女大公和撒丁王后（1855年逝世）
- 1806年：贝尼托·胡亚雷斯，墨西哥政治人物，前任墨西哥總統（1872年逝世）
- 1837年：西奧多·吉爾，美國動物學家（1914年逝世）
- 1839年：莫杰斯特·穆索尔斯基，俄羅斯作曲家（1881年逝世）
- 1840年：林維源，台灣富商、紳士、官吏（1905年逝世）
- 1866年：安東妮亞·莫里，美国天文学家（1952年逝世）
- 1867年：小弗洛倫茨·齊格菲爾德，美國百老匯戲劇製作人（1932年逝世）
- 1884年：乔治·戴维·伯克霍夫，美国数学家（1944年逝世）
- 1887年：羅易，印度革命家及政治理论家（1954年逝世）
- 1901年：鄧肇堅，香港企业家、慈善家（1986年逝世）
- 1904年：尼科斯·斯卡尔科塔斯，希腊作曲家（1949年逝世）
- 1906年：沃爾夫岡·克洛爾，德裔臺灣物理學家（1992年逝世）
- 1914年：保羅·托特里耶，法国大提琴家及作曲家（1990年逝世）
- 1914年：大場榮，日本帝国陆军軍人（1992年逝世）
- 1920年：伊力·盧馬，法国电影导演及编剧（2010年逝世）
- 1925年：彼得·布魯克，英國戲劇和電影導演（2022年逝世）
- 1926年：海基·哈蘇，芬蘭男子越野滑雪、北歐兩項運動員（2025年逝世）
- 1927年：，美国天文学家（2013年逝世）
- 1927年：漢斯-迪特里希·根舍，德國政治人物（2016年逝世）
- 1932年：沃特·吉爾伯特，美国物理学家及生物化学家
- 1933年：邁克爾·夏舜霆，英國政治人物
- 1934年：劉守仁，中國羊與羊毛學專家（2023年逝世）
- 1935年：布莱恩·克拉夫，英國足球运动员（2004年逝世）
- 1936年：施敏，臺裔美國電機工程師（2023年逝世）
- 1939年：約瑟夫·拉茲，以色列法學家、道德學家、政治哲學家（2022年逝世）
- 1941年：邁爾斯·霍蘭德，美國統計學家（2025年逝世）
- 1943年：李季準，台灣電台主持人、記者（2017年逝世）
- 1943年：薩克森-科堡-哥達親王安德里亞斯，薩克森-科堡-哥達王朝王室首領（2025年逝世）
- 1945年：亨利克·諾德布蘭德，丹麥詩人、小說家、散文家（2023年逝世）
- 1946年：蒂莫西·道尔顿，英国演员
- 1947年：，葉門政治家，首任葉門總統（2017年逝世）
- 1949年：斯拉沃熱·齊澤克，斯洛文尼亚社会学家及哲学家
- 1950年：潘志文，香港演員
- 1950年：谢尔盖·拉夫罗夫，俄羅斯外交家，現任俄羅斯聯邦外交部部長
- 1954年：巴育·占奥差，泰國政治人物，第29任泰國總理
- 1955年：雅伊爾·博索納羅，巴西政治人物，第38任巴西總統
- 1958年：加里·奧德曼，英国男演员
- 1959年：植松伸夫，日本作曲家
- 1960年：艾爾頓·冼拿，巴西一级方程式赛车车手（1994年逝世）
- 1961年：方芳芳，台灣藝人
- 1961年：洛塔尔·马特乌斯，德国足球运动员
- 1962年：垣野內成美，日本漫畫家
- 1962年：，美国男演员
- 1962年：蘿西·歐唐納，美國女演員、作家、電視主持人
- 1963年：高田裕三，日本漫畫家
- 1964年：村山齊，日本物理學家
- 1965年：穆罕默德·邁赫迪·德黑蘭奇，伊朗理論物理學家、核物理學家（2025年逝世）
- 1965年：山崎和佳奈，日本女性聲優、舞台演員
- 1966年：申昇勳，韓國歌手
- 1967年：莊家偉，英国政治家
- 1969年：阿里·戴伊，伊朗職業足球運動員、教練
- 1970年：新山志保，日本女性聲優（2000年逝世）
- 1970年：，土耳其裔美国政治评论家
- 1971年：NONO，台灣藝人
- 1972年：白鳥哲，日本男性聲優、演員、電影導演
- 1972年：德拉图·图卢，埃塞俄比亚长跑运动员
- 1973年：張慧慈，香港主持人
- 1973年：范妮莎·布兰奇，英格蘭裔美國女演員
- 1975年：馬克·威廉斯，威爾斯職業司諾克選手
- 1976年：麥克·達爾，美國職業棒球運動員（2002年逝世）
- 1978年：查梅因·德拉贡，澳大利亞新聞主播（2007年逝世）
- 1978年：拉妮·穆科吉，印度演員
- 1980年：余賢明，台灣棒球選手
- 1980年：申玹卓，韓國男演員
- 1980年：，巴西退役足球運動員
- 1980年：瑪麗特·比約根，挪威越野滑雪運動員
- 1982年：黃耀江，中國男子擊劍運動員
- 1982年：克萊特·凱勒，美國游泳運動員
- 1982年：郭美美，新加坡女歌手
- 1986年：卡捷琳娜·邦達連科，烏克蘭網球運動員
- 1986年：，美国男演员
- 1986年：林泓育，台灣職業棒球選手
- 1989年：佐藤健，日本男演員
- 1989年：，西班牙足球运动员
- 1990年：閻奕格，台灣女歌手
- 1990年：葉鴻輝，香港足球運動員
- 1990年：Alice，韓國女子偶像團體Hello Venus成員
- 1991年：，法國職業足球運動員
- 1992年：許朱，韓國女子偶像團體Real Girls Project成員
- 1993年：蘇拉·沙瑪，印度男演員
- 1994年：森杏奈，日本女藝人
- 1997年：何冰嬌，中國女子羽球運動員
- 1997年：林大咏，馬來西亞YouTuber
- 1998年：河合明日菜，日本AV女優
- 1998年：邁爾斯·布里吉斯，美國職業籃球運動員
- 2000年：尹產賀，韓國男子偶像團體ASTRO成員
- 2004年：Anton，韓國男子偶像團體RIIZE成員
- 2008年：劉皓嵐，暱稱刘小华，香港男童星

## 逝世
- 1556年：托馬斯·克蘭麥，英格蘭聖公會主教長（1489年出生）
- 1557年：上村賴興，肥後國相良氏權臣（1490年出生）
- 1761年：，法國醫生，被譽為「現代牙醫學之父」（1679年出生）
- 1762年：尼可拉·路易·拉卡伊，法國天文學家（1713年出生）
- 1795年：喬瓦尼·阿爾杜伊諾，義大利地質學家（1714年出生）
- 1862年：威廉·亞爾內爾·史萊克，美國律師、軍官、政治人物（1816年出生）
- 1915年：弗雷德里克·温斯洛·泰勒，美國管理學家、機械工程師（1856年出生）
- 1931年：歐內斯特·奎斯特，法國印象派畫家（1842年出生）
- 1945年：阿圖爾·內貝，德國黨衛隊幹部（1894年出生）
- 1949年：法蘭克·菲特，美國經濟學家（1863年出生）
- 1977年：田中絹代，日本女演員、導演（1909年出生）
- 1988年：吉列爾莫·阿羅，墨西哥天文學家（1913年出生）
- 1991年：薛富，香港警官（1927年出生）
- 1998年：烏蘭諾娃，俄罗斯舞蹈家（1910年出生）
- 1999年：簡慧榆，香港見習女騎師（1978年出生）
- 2001年：郑周永，韩国现代集团创始人及首任会长。（1915年出生）
- 2004年：蔡继琨，中國作曲家與指揮家（1908年出生）
- 2004年：盧德米拉·契琳娜，有俄國血統的法國芭蕾舞者暨演員（1924年出生）
- 2006年：宮川泰（日语：宮川泰），日本作曲家、編曲家，曾為動畫「宇宙戰艦大和號」製作主題曲（1931年出生）
- 2006年：貝爾納·拉科斯特（英语：Bernard Lacoste），法國Lacoste公司名譽總裁（1931年出生）
- 2007年：威廉·尤特莫倫，美國具象藝術家（1933年出生）
- 2013年：钦努阿·阿契贝，奈及利亞小說家、詩人、評論家（1930年出生）
- 2020年：增岡弘，日本男性聲優、演員（1936年出生）
- 2022年：鄧小嵐，中國政治、教育人物（1943年出生）
- 2022年：蘇梅盧·布貝耶·馬伊加，馬里政治人物，前任馬里總理（1954年出生）
- 2023年：威利斯·瑞德，美國NBA職業籃球運動員（1942年出生）
- 2024年：鄭華娟，台灣民歌手、詞曲作者、作家（1963年出生）
- 2025年：賈恩卡洛·圭里尼，義大利男子水球運動員（1939年出生）
- 2025年：喬治·福爾曼，美國男子拳擊運動員，前世界重量級拳擊冠軍（1949年出生）

## 节假日和习俗
- 国际森林日（英语：International Day of Forests）[10]
- 国际色彩日
- 世界詩歌日
- 國際消除種族歧視日[1]
- 世界唐氏綜合症日
- 阿拉伯世界：母親節
- 巴哈伊曆法：諾露茲節
- 纳米比亚：独立日
- 中華民國：氣象節、民族平等紀念日[11]
- 利比亞：兒童節
- 中华人民共和国：世界睡眠日
- 南非: 人權日